# Arabis rimarum
Arabis rimarum är en korsblommig växtart som beskrevs av Karl Heinz Rechinger. Arabis rimarum ingår i släktet travar, och familjen korsblommiga växter. Inga underarter finns listade i Catalogue of Life.